# Boris Premužič
Boris Premužič, slovenski kolesar, * 26. december 1968, Ljubljana.
Premužič je nekdanji kolesar, ki je od leta 1993 tekmoval na amaterskih dirkah, med letoma 2000 in 2005 pa profesionalno za slovenski ekipi KRKA-Telekom Slovenije in Sava Kranj. Največji uspeh je dosegel z zmago na prvi Dirki po Sloveniji leta 1993, v letih 1994 in 1995 je zasedel skupno drugo mesto, leta 2000 pa tretje mesto. Leta 2002 je postal slovenski državni prvak v cestni dirki, leta 2004 je osvojil drugo mesto, v letih 1995, 1996, 2001 in 2004 pa je osvojil tretje mesto na državnem prvenstvu v kronometru. Leta 1998 je bil drugi na Dirki po Jugoslaviji. Leta 1996 je prejel tritedensko prepoved tekmovanja zaradi dopinga, pozitiven je bil na pseudoefedrin.